# 洪祉
洪祉（15世紀—1497年），字天惠，江西饒州府安仁縣人，明朝政治人物。

## 生平
洪祉是南宋名臣洪皓的十二世孫，成化十九年（1483年）的舉人《禮經》經魁，二十年（1484年）會試中副榜，授建寧訓導，陞龍川知縣，清廉愛民，加意學校、革除供億，在任內去世，行李只有破衣數領，有絕句：「此心未始負皇天，何事皇天不念憐，為國為民成往事，但留清節播龍川。」縣人像失去父母一樣，將他的棺木送回鄉，並買地建祠，入祀名宦，有《清節詞錄》流傳。

## 引用
1. 1 2  同治《安仁縣志·卷二十六之一》：洪祉，字天惠，成化癸卯舉人，以《禮》經魁登會試乙榜，忠宣公十二世孫。官建寧訓，陞龍川知縣，清介愛民，百姓塑像祀之，卒於官，有絕吟曰：「此心未始負皇天，何事皇天不念憐，為國為民成往事，但留清節播龍川。」有《清節詞錄》。
2. ↑  嘉慶《龍川縣志·卷三十三冊·宦績》：洪祉，字天惠，安仁人，成化癸卯舉人，宏治乙卯年任，居官無家累，動必肥民，尤屬意學校，凡供億悉革，卒於官，囊無資焉，破衣數領而已，書一絕云：「此心未始負皇天，何事皇天不見憐，為國為民成往事，但留清節播龍川。」邑人如喪考妣，歸其櫬買地搆祠，表之曰「清節」，祀名宦。